# Handianus krameri
Handianus krameri är en insektsart som beskrevs av Dlabola 1971. Handianus krameri ingår i släktet Handianus och familjen dvärgstritar. Inga underarter finns listade i Catalogue of Life.